# Музыкальная страна
«Музыкальная страна» (англ. Music Land) — это 55-й фильм рисованного мультсериала Silly Symphonies, созданный Walt Disney Productions и выпущенный United Artists 5 октября 1935.

## Сюжет
В начале короткометражки — карта Музыкальной земли. Земля Симфоний — это классическое тематическое королевство, где принцесса скучает от медленных бальных танцев.
За Морем Раздора на Острове Джаза живет принц, который мало интересуется музыкой и танцами. Он замечает принцессу при помощи кларнетного телескопа, и тотчас же влюбляется в нее. Он быстро пересекает море на лодке, чтобы встретить её.
Однако их флирт прерывается, когда мать принцессы из Земли Симфоний посылает своих охранников, чтобы запереть принца в тюремной башне. Он пишет записку о помощи и передает ее птице, которая приносит записку отцу принца, который тут же издаёт свой боевой клич — джазовую версию Assembly.
Остров Джаза разворачивает свою многопрофильную группу в качестве артиллерии и бомбардирует Землю симфонии взрывными музыкальными нотами жанра джаз/свинг. Земля Симфоний отвечает огнем через органные трубы, которые используются в качестве пушек и выстреливают чрезвычайно громкими и яростными нотами с припевом Полёта валькирий Вагнера.
Принцесса вмешивается, чтобы остановить войну, размахивая белым флагом, но падает в море, когда симфоническая нота попадает в ее лодку. Принц пытается вырваться из своей камеры, и взрывная нота помогает ему, приземляясь рядом с ней, и он спешит спасти ее, но в итоге тоже начинает тонуть. Оба родителя видят, что происходит и быстро прекращают огонь, чтобы спасти своих детей. Когда они, наконец, спасают своих детей, отделяют их друг от друга и начинают свирепо смотреть друг на друга, король начинает симпатизировать королеве и решает заключить мир посредством рукопожатия. История заканчивается на счастливой ноте с двойной свадьбой, между принцем и принцессой, и королем и королевой, возглавляемой контрабасом-священником, граждане обеих стран танцуют на недавно построенном Мосту Гармонии и над ними появляется радуга с музыкальными нотами.

## Релиз
- США — 5 октября 1935
- Швеция — 27 апреля 1936
- Италия — 1937

### Телевидение
- «Donald's Quack Attack» — Эпизод #4

### Домашнее видео

#### VHS
- «Walt Disney Cartoon Classics: Limited Gold Editions»
  - «The Disney Dream Factory: 1933-38»
- «Walt Disney Mini Classics»
  - «Peter and the Wolf»
- «Disney Favorite Storie»
  - «Peter and the Wolf»

### Laserdisc
- «Walt Disney Mini Classics»
  - «The Prince and the Pauper»

### DVD
- «Walt Disney Treasures»
  - «Silly Symphonies»
- «Walt Disney's Classic Cartoon Favorites»
  - «Extreme Music Fun»
- «Make Mine Music (Walt Disney Gold Classic Collection)»

### Blu-ray
- «Snow White and the Seven Dwarfs: Diamond Edition»

## Название
- Оригинальное название — Music Land
- Германия — Musik-Land
- Испания — La tierra de la música
- Италия — Il Paese della Musica
- СССР (Русское название) — Музыкальная страна
- США — Melody Land
- Уругвай — Music Land
- Франция — Jazz band contre symphony land
- Швеция — Musiklandet/Den stora musikfejden

## Прочее

### Издано
- 1959 — «Диснейленд: Toot, Whistle, Plunk, and Boom»

### Ссылается
- 2012 — «Epic Mickey 2: The Power of Two»
- 2013 — «Симпсоны: The Kid Is All Right»

### Появляется
- 1962 — «L’ami public numéro un: Le grand concert»
- 1985 — «Walt Disney Cartoon Classics Limited Gold Edition II: The Disney Dream Factory»
- 1987 — «Диснейленд: Great Moments in Disney Animation»
- 1991 — «The Best of Disney: 50 Years of Magic»
- 1997 — «Ink & Paint Club: Symphonic Silly Symphonies»
- 2001 — «Songs of the Silly Symphonies»
- 2009 — «The Making of 'Pinocchio': No Strings Attached»

## Отзыв критика
Леонард Молтин отметил, что такие фильмы, как «Музыкальная страна» (Music Land) и «Маленький Гайавата» (Little Hiawatha) поднимали престиж коллектива Диснея.